# Telescopio Spacewatch di 1,8 metri
Il telescopio Spacewatch di 1,8 metri è un telescopio riflettore in uso dal 2001 all'osservatorio di Kitt Peak.

## Sviluppo
Il telescopio ha uno specchio del diametro di 1,8 m ed è posto in un edificio con al livello del suolo una struttura ad intelaiatura metallica. Le osservazioni sono iniziate nel 2001 e il 21 aprile ha fatto la prima astrometria con il NEO 2001 HW7. È utilizzato sotilamente per studiare oggetti di magnitudine inferiore a 20,5, come asteroidi potenzialmente pericolosi, e fino al novembre 2002 sono stati effettuati 52 456 rilevamenti, mentre in astrometria ci sono state 958 misurazioni di 181 NEO, dei quali 14 scoperti con il telescopio.